# 西之海嘉治郎 (初代)
初代西之海嘉治郎（日语：／ Nishinoumi Kajirō，1855年2月19日—1908年11月30日），原名小園嘉次郎，日本薩摩國高城郡（現在鹿兒島縣薩摩川内市）出身的前大相撲力士。第16代横綱。身高176公分，重127公斤。他所屬相撲部屋是鯨波部屋（京都）後移籍高砂部屋。

## 早年生涯
小園嘉次郎的職業生涯始於京都相撲，於1873年加入鯨波部屋，他於1879年晉升為最高級的幕內級別，並於1879年9月在京都和大阪相撲組織的共同主持下舉辦了一場比賽。在1881年移籍高砂部屋加入東京相撲，他於1882年1月在一個特殊的幕內級別級別首次亮相。他迅速晉升，使得只進行7場比賽便升為大關。他的對手包括同門小錦八十吉與大鳴門灘右衛門。在1886年1月西之海下降到關脇，在1889年5月贏得9-0優勝之後，他回到了大關，並且在接下來的比賽中又以7-2的比分獲得了優勝，他在1890年3月獲得了橫綱免許。

## 横綱
然而，西之海的晉升引起了一個問題。雖然他已經成為橫綱，但他的排名在1890年5月番付表被列為副榜大關，低於他的競爭對手正大關小錦八十吉，這是因為小錦在之前的比賽中以8-0的比分保持不敗。西之海的名字實際上被排在番付帳旁邊，他向權威人士抱怨這一點。為了安撫他，在相撲歷史上横綱第一次明白寫在番付帳上。這是一個專門針對他的妥協，但正因為如此，横綱這個頭銜在爭執後首次成為官方排名。在幕內，他贏得了127場比賽，輸掉了37場比賽，勝率為77.4。

## 引退
西之海退休後襲名井筒，襲名後創立獨立的井筒部屋並成為井筒部屋的主教練。他從鹿兒島縣生產了幾位頂級力士，包括第25代橫綱西之海加治郎(二代目)。
1908年11月30日死去、享年53歳。